# Phialanthus bissei
Phialanthus bissei là một loài thực vật có hoa trong họ Thiến thảo. Loài này được (Borhidi) Borhidi mô tả khoa học đầu tiên năm 2009.